# 龍神 (風水)
龍神，是中國傳統的風水理論中關於龍脈的神祇。在華南普遍有此樣的信仰。
廣東人、客家人、閩南人都有對龍神的信仰，此龍神一說是指四象中的青龍，另說為居於山陵的山神，多半是以浮雕表示、有人只在墓位左側小角落堆石表示。兩廣則流行在家中奉祀「前後地主財神、五方五土龍神」神位，以求家中平安。旧时传统中式婚礼拜堂时，也多需于拜家神时祭拜掌管龙脉的龙神。

## 客家
客家的土地龍神神位通常被安放在供奉祖先牌位的神案桌下。

## 廣東
廣東人流行在屋內奉祀「前後地主財神、五方五土龍神」神位，放於靠近地面位置。
粵東的畲族的土地龍神稱為龍尾爺，供奉位置通常在家中正堂的左上角。畲族有獨特的安龍儀式。